# Pelé eterno
Pelé eterno è un documentario brasiliano del 2004, diretto da Anibal Massaini Neto.

## Trama
Scritto da José Roberto Torero con la collaborazione del giornalista Armando Nogueira, racconta la storia del calciatore Pelé.
Nel film si vede il certificato di nascita con riportato il nome "Edison Arantes do Nascimento" e la data di nascita 21 ottobre 1940, mentre la voce che narra (sia nella versione in portoghese che in quella in italiano) dice 23 ottobre 1940.
Ha ricevuto il Premio Città di Roma Arcobaleno Latino al Festival di Cannes 2005.